# Istituto tecnico per attività sociali
L'Istituto tecnico per attività sociali, in breve anche ITAS, è stato un istituto di formazione dell'ordinamento italiano, vigente in Italia dal 1956 al 2015.
Tale istituto di istruzione tecnica per attività sociali, con corsi di studio ad indirizzo generale e specializzati per economi-dietisti e dirigenti di comunità ha contribuito, in Italia e nella Svizzera italiana, alla preparazione professionale di personale dirigente e tecnologo destinato a operare nelle attività economiche professionali dei servizi alla persona e alle comunità.

## Storia

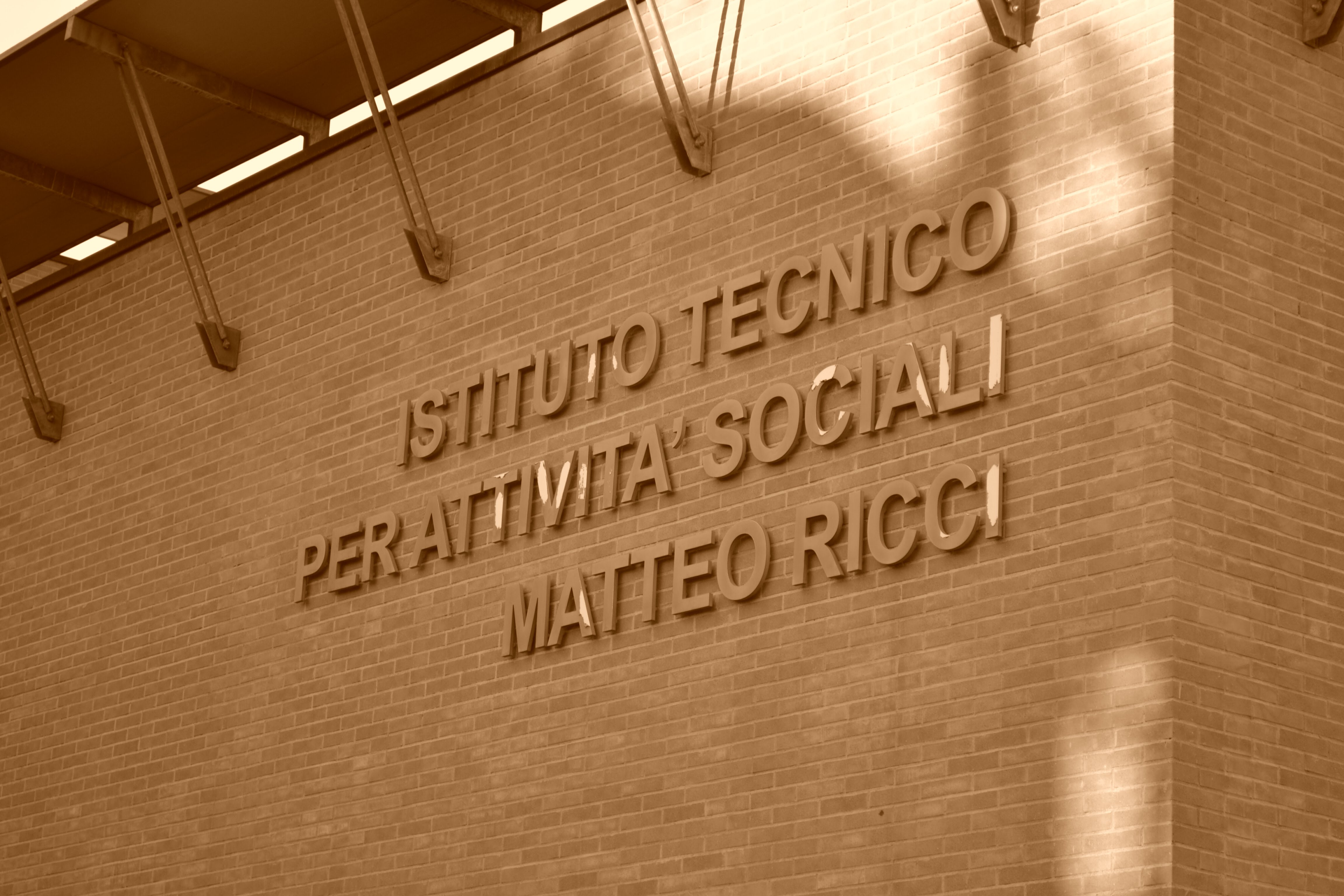
L’istituto tecnico per attività sociali di Macerata (Italia), costituito nel 1934 nell’ambito di una sperimentazione della Scuola di magistero professionale per l’insegnamento dell'economia domestica collettiva e per la formazione di dirigenti economi di comunità

L'istituto tecnico per attività sociali è ufficialmente costituito in Italia nel 1956, assumendo originariamente la denominazione di istituto tecnico femminile (abbreviato in ITF), in seguito alla trasformazione, completata nel 1960, delle scuole di magistero professionale per l'insegnamento dell'economia domestica nate nel 1931 (era stata attivata una sperimentazione didattica quinquennale, conclusasi con un esame di Stato negli anni 1952/1953).
In origine, la legge n. 782/1956 istituisce nelle principali città italiane corsi di studio a indirizzo generale nelle attività economiche per i servizi alle famiglie e alle collettività (economie domestiche familiari e collettive), ravvisando fin da subito la necessità di istituire ulteriori indirizzi formativi specializzati, in relazione alle crescenti esigenze del paese, nelle attività economiche professionali per i servizi assistenziali socio-sanitari e educativi alla persona e alle comunità. In seguito a diversi lavori del Parlamento italiano, nel 1963 vengono quindi istituti i corsi di studio per le specializzazioni di dirigente di comunità e di economo-dietista (anche declinato in economo-dietista di comunità), professionisti specificamente destinati a operare nelle comunità, ovvero: "istituzioni a carattere formativo, educativo, medico sociale, assistenziale che, specie nel campo pediatrico, della riabilitazione, della geriatria, vanno sempre più aumentando in uno stato moderno che vuole risolvere i delicati problemi dell'assistenza sociale", come recita il successivo decreto del Ministero della pubblica istruzione del 14 gennaio 1967, che stabilisce i relativi profili professionali.
Con l'evoluzione sociale, che supererà l'idea di professioni per l'assistenza socio-sanitaria e l'educazione come proprie delle donne, si considera l'esigenza di modificare la denominazione dell'istituto di formazione, in quanto appare ormai incongruente con le professionalità che vengono formate nei corsi di studio, a cui accedono sia donne sia uomini; dal 1984 al 1988 il Parlamento italiano esamina la proposta della denominazione di "istituto tecnico per operatori sociali", tuttavia, con la motivazione che un'imminente riforma avrebbe riconsiderato l'intero assetto del sistema di istruzione e formazione, solo nel 1998 verrà assunta la denominazione definitiva di "istituto tecnico per attività sociali", per decreto interministeriale della pubblica istruzione e del tesoro. Il cambiamento riguarderà esclusivamente la denominazione dell'istituto di formazione, rispetto al principio di neutralità di genere nel linguaggio, lasciando invariato l'ordinamento di studio istituito dalla legge italiana del 1956, come confermato dal ministro dell'istruzione pro tempore Luigi Berlinguer in risposta a un'interrogazione parlamentare che chiedeva conto del provvedimento amministrativo.
Gli insegnamenti, con i relativi piani di studio, vengono stabiliti, nell'ambito delle riforme italiane per la modernizzazione del sistema di formazione tecnica professionale, mediante un susseguirsi di decreti del Ministero della Pubblica istruzione, il 10 agosto 1963, il 1º giugno 1964, finché non si arriva, il 14 gennaio 1967, alla definizione dei "programmi di studio degli istituti tecnici per attività sociali a indirizzo generale e indirizzi specializzati per economi-dietisti e per dirigenti di comunità", che saranno vigenti sino alla cessazione degli istituti di formazione.
Dal 1966, gli istituti tecnici per attività sociali, considerati fino a quel momento solo finalizzati all'abilitazione della professione (come gli istituti tecnici in generale, secondo la riforma Gentile del 1923), sono riconosciuti anche propedeutici al proseguimento degli studi universitari e, sulla base del carattere dei piani di studio, viene stabilita inizialmente la possibilità di accesso diretto alle facoltà di scienze delle preparazioni alimentari, scienze biologiche, scienze naturali, chimica, economia e commercio e lingua e letteratura straniere (quest'ultima era già stata individuata dal 1961 per tutti gli istituti tecnici). Dal 1969, anche sotto la spinta di una rilevante stagione di movimenti studenteschi, vengono approvate norme che liberalizzano l'accesso a tutti i diplomati di istituti tecnici agli studi universitari.
A partire dagli anni 1991/1992 si apre in Italia, per una riforma nazionale del sistema di istruzione e formazione, una stagione di sperimentazioni formative promosse dal Ministero dell'istruzione, dell'università e della ricerca a cui aderiscono alcuni istituti tecnici per attività sociali, che vedono l'attivazione di nuovi corsi di studio, soprattutto nel settore biologico sanitario (nell'ambito del cosiddetto progetto Brocca). Già precedentemente, nell’ambito di sperimentazioni extraordinamento di studi,  attiveranno alcuni corsi di formazione a orientamento specifico per tecnico di laboratorio biomedico, allo scopo di provvedere ai bisogni professionali del servizio sanitario nazionale italiano.
Dal 1997/1998, con l'introduzione dell'autonomia degli istituti di istruzione, un'ulteriore sperimentazione formativa chiamata "progetto autonomia", effettuata dagli istituti di istruzione d'intesa con il dicastero dell'Istruzione, riguarderà solo i piani di studio per la specializzazione di dirigente di comunità, caratterizzandosi in un nuovo settore formativo denominato "salute".
Nel 2012, secondo un report della Fondazione Giovanni Agnelli pubblicato dal Sole 24 Ore, vari istituti tecnici per le attività sociali facevano parte dei migliori istituti di istruzione tecnica professionale, giudizio che sarà poi confermato, nell'ambito dello studio "Eduscopio", fino al 2014, soprattutto in rapporto alla capacità dell'istituto di formazione ai fini dell’inserimento lavorativo.
Con la riforma dell'istruzione tecnica attivata negli anni 2010/2011 in Italia, i corsi di studio generali e specializzati di istituto tecnico per attività sociali, con i relativi profili professionali, vengono collocati a esaurimento, cessando definitivamente negli anni 2013/2014. Nell'ambito del conseguente riordino degli istituti tecnici, gli istituti tecnici per attività sociali sono fatti confluire per lo più negli istituti tecnici del settore economico con indirizzo di studio in "amministrazione, finanza e marketing", che però non si caratterizzano per una continuità formativa dei profili professionali socio-sanitari-educativi, oppure negli istituti tecnici del settore tecnologico, con indirizzo di studio in "biotecnologie sanitarie", nel caso dei corsi di studio sperimentali nel settore salute del "progetto autonomia".
Nel 2014 risultavano attivi in Italia 98 istituti tecnici per le attività sociali con i relativi corsi di studio.
Nel 2015, in via eccezionale, si svolge una sessione straordinaria d'esame di Stato per i candidati alla specializzazione di dirigente di comunità, in considerazione dell'alto numero di candidati esterni ai corsi di studio, provenienti per lo più dalle professioni sociali, sanitarie e educative con bisogni di aggiornamento e specializzazione professionale.

## Offerta formativa
Per le peculiari vicende storiche dei servizi alle persone e alle comunità in Italia, l'istituto di istruzione si struttura in un indirizzo generale al quale si aggiungono due indirizzi specializzati, conseguentemente si articola in tre ordinamenti di studio in "attività sociali":
- "Generale",[48][49] preordinato alla formazione culturale e professionale di tecnici esperti dell'organizzazione e della gestione dei servizi di ristorazione collettiva e igiene di comunità (intera economia domestica collettiva o alcuni settori dell'economia domestica collettiva nell'ambito dell'ospitalità e delle cure: alimentazione, alloggio, igiene degli ambienti e dei testili, accoglienza ecc.), che applicano conoscenze integrate di alimentazione, igiene e ospitalità alberghiera, di merceologia, abbigliamento e arredamento;
- "Specializzazione per dirigenti di comunità",[14][50] preordinato alla formazione culturale e professionale di dirigenti o tecnici esperti dei servizi assistenziali socio-sanitari ed educativi collettivi (aziende per i servizi alla persone e alle comunità: "asili nido, case per gestanti, soggiorni estivi, case di riposo, convitti, refettori scolastici ecc."[48]), che applicano conoscenze integrate di psicologia e pedagogia, di alimentazione, igiene e puericultura, di organizzazione e gestione dei servizi alla persona e alle collettività e di economia aziendale e diritto;
- "Specializzazione per economi-dietisti",[51][52] preordinato alla formazione culturale e professionale di tecnici esperti di alimentazione delle collettività, ivi compresa l'amministrazione dei servizi di alimentazione collettiva, che applicano conoscenze integrate di alimentazione, dietetica e igiene, di psicologia e pedagogia,  di chimica e di contabilità, matematica finanziaria e statistica.

### Insegnamenti
I corsi di studio sono articolati in un biennio propedeutico comune e un successivo ciclo triennale a indirizzo generale o a indirizzo specializzato.
Gli insegnamenti del biennio propedeutico sono: italiano (6 ore settimanali), storia ed educazione civica (2 ore settimanali), lingua straniera (3 ore settimanali), matematica (4 ore settimanali), fisica (2 ore settimanali), scienze naturali e geografia (3 ore settimanali), disegno (4 ore settimanali), economi domestica collettiva/scienze dell'alimentazione e dell'ospitalità (2 ore settimanali), tecniche ed esercitazioni di economia domestica/alimentazione e dei servizi di ospitalità (2 ore settimanali), lavori tessili, dell'abbigliamento e della moda (4 ore settimanali), educazione fisica (2 ore settimanali), religione o attività alternative (1 ora settimanale).

#### Corso di studio Generale
| Insegnamenti del Corso di studio in Attività sociali - Indirizzo generale                 | Orario settimanale | Orario settimanale | Orario settimanale | Prove d'esame    |
| Insegnamenti del Corso di studio in Attività sociali - Indirizzo generale                 | III anno           | IV anno            | V anno             | Prove d'esame    |
| ----------------------------------------------------------------------------------------- | ------------------ | ------------------ | ------------------ | ---------------- |
| Italiano                                                                                  | 3                  | 3                  | 3                  | scritta, orale   |
| Storia ed educazione civica                                                               | 2                  | 2                  | 2                  | orale            |
| Pedagogia                                                                                 | 2                  | 2                  | 2                  | orale            |
| Legislazione e servizi sociali                                                            | --                 | 2                  | 3                  | orale            |
| Lingua straniera                                                                          | 3                  | 3                  | 3                  | scritta, orale   |
| Matematica                                                                                | --                 | --                 | --                 | scritta, orale   |
| Fisica                                                                                    | --                 | --                 | --                 | orale            |
| Contabilità                                                                               | 3                  | 2                  | --                 | scritta, orale   |
| Scienze naturali e geografia                                                              | --                 | --                 | --                 | orale            |
| Chimica e merceologia                                                                     | 3                  | 3                  | 3                  | orale            |
| Disegno                                                                                   | 2                  | 2                  | 2                  | grafica          |
| Storia dell'arte                                                                          | 1                  | 2                  | 2                  | orale            |
| Economi domestica collettiva/scienze dell'alimentazione e dell'ospitalità                 | 3                  | 3                  | 4                  | scritta, orale   |
| Igiene e puericoltura                                                                     | 2                  | 2                  | --                 | orale            |
| Religione o Attività alternativa                                                          | 1                  | 1                  | 1                  | --               |
|                                                                                           | 25                 | 27                 | 25                 |                  |
| Tecniche ed esercitazioni di economia domestica/alimentazione e dei servizi di ospitalità | 3                  | 2                  | 3                  | pratica          |
| Lavori tessili, dell’abbigliamento e della moda                                           | 5                  | 4                  | 5                  | grafica, pratica |
| Educazione fisica                                                                         | 2                  | 2                  | 2                  | pratica          |
|                                                                                           | 35                 | 35                 | 35                 |                  |

#### Corso di studio per Dirigente di comunità
| Insegnamenti del Corso di studio in Attività sociali - Indirizzo specializzato per dirigente di comunità                                               | Orario settimanale | Orario settimanale | Orario settimanale | Prove d'esame  |
| Insegnamenti del Corso di studio in Attività sociali - Indirizzo specializzato per dirigente di comunità                                               | III anno           | IV anno            | V anno             | Prove d'esame  |
| --- | ------------------ | ------------------ | ------------------ | -------------- |
| Italiano | 3                  | 3                  | 3                  | scritta, orale |
| Storia ed educazione civica | 2                  | 2                  | 2                  | orale          |
| Lingua straniera | 3                  | 3                  | 3                  | scritta, orale |
| Psicologia e pedagogia | 5                  | 5                  | 5                  | scritta, orale |
| Diritto, economia e sociologia | 2                  | 2                  | 2                  | orale          |
| Chimica | 2                  | 2                  | --                 | orale          |
| Igiene, puericultura ed esercitazioni | 5                  | 5                  | 5                  | orale          |
| Contabilità e statistica | 3                  | 2                  | 2                  | orale          |
| Economia domestica collettiva/Scienze dell'alimentazione e Organizzazione e gestione dei servizi socio-sanitari e educativi                            | 3                  | 3                  | 3                  | orale          |
| Musica e canto corale | 2                  | 2                  | 2                  | orale          |
| Religione o Attività alternativa | 1                  | 1                  | 1                  | --             |
| | 30                 | 30                 | 28                 |                |
| Tirocinio di psicologia e pedagogia nelle comunità per l'infanzia (III anno), l'adolescenza e la giovinezza (IV anno) e l'età adulta e senile (V anno) | 2                  | 2                  | 3                  | --             |
| Tecniche ed esercitazioni di economia domestica/alimentazione e dei servizi di ospitalità assistenziale e educativa                                    | 2                  | 2                  | 2                  | pratica        |
| Educazione fisica | 2                  | 2                  | 2                  | pratica        |
| | 36                 | 36                 | 36                 |                |

Nell'ambito del cosiddetto “progetto autonomia”, attivato con l'introduzione dell’autonomia degli istituti di istruzione in Italia, il corso di studio per la specializzazione di dirigente di comunità si caratterizza nell'indirizzo formativo sperimentale del settore "salute", di conseguenza gli insegnamenti del piano di studio, oggetto di un aggiornamento dei contenuti disciplinari, assumeranno una diversa denominazione: igiene e rischio collettivo e educazione sanitaria; anatomia, fisiologia e patologia; scienza della nutrizione; chimica organica e biochimica; elementi di biofisica; elementi di farmacologia e tossicologia; tecniche di relazioni interpersonali e legislazione sanitaria.

#### Corso di studio per Economo-Dietista
| Insegnamenti del Corso di studio in Attività sociali - Indirizzo specializzato per economo-dietista                 | Orario settimanale | Orario settimanale | Orario settimanale | Prove d'esame    |
| Insegnamenti del Corso di studio in Attività sociali - Indirizzo specializzato per economo-dietista                 | III anno           | IV anno            | V anno             | Prove d'esame    |
| --- | ------------------ | ------------------ | ------------------ | ---------------- |
| Italiano | 3                  | 3                  | 3                  | scritta, orale   |
| Storia ed educazione civica                                                                                         | 2                  | 2                  | 2                  | orale            |
| Lingua straniera | 3                  | 3                  | 3                  | scritta, orale   |
| Psicologia e pedagogia                                                                                              | 3                  | --                 | --                 | scritta, orale   |
| Diritto, economia e legislazione sociale                                                                            | --                 | 2                  | 2                  | orale            |
| Contabilità, matematica finanziaria e statistica                                                                    | 3                  | 2                  | 2                  | scritta, orale   |
| Chimica generale, inorganica ed organica ed esercitazioni                                                           | 6                  | --                 | --                 | orale            |
| Merceologia | --                 | 3                  | --                 | orale            |
| Trasformazione e conservazione degli alimenti                                                                       | --                 | --                 | 2                  | orale            |
| Chimica degli alimenti ed esercitazioni                                                                             | --                 | 3                  | 3                  | scritta, pratica |
| Scienza dell'alimentazione ed esercitazioni                                                                         | --                 | 5                  | 5                  | scritta, pratica |
| Anatomia e fisiologia umana                                                                                         | 4                  | --                 | --                 | orale            |
| Igiene ed esercitazioni                                                                                             | 3                  | 3                  | 3                  | orale            |
| Economia domestica collettiva/Organizzazione e gestione dei servizi assistenziali socio-sanitari e educativi        | 2                  | 2                  | 3                  | orale            |
| Religione o Attività alternativa                                                                                    | 1                  | 1                  | 1                  | --               |
| | 30                 | 29                 | 29                 |                  |
| Laboratorio di informatica (trattamento testi e calcolo)                                                            | 2                  | 2                  | 2                  | pratica          |
| Tecniche ed esercitazioni di economia domestica/alimentazione e dei servizi di ospitalità assistenziale e educativa | 2                  | 3                  | 3                  | pratica          |
| Educazione fisica                                                                                                   | 2                  | 2                  | 2                  | pratica          |
| | 36                 | 36                 | 36                 |                  |

## Diplomi e abilitazioni professionali
In Italia, al superamento dell'esame di Stato conclusivo dei corsi di studio di istituto tecnico per attività sociali viene rilasciato il relativo "diploma in Attività sociali", che reca anche la specificazione dell'indirizzo di studio seguito dallo studente, secondo la dicitura:
- "Generale";
- "Specializzazione: Dirigente di comunità";
- "Specializzazione: Economo-Dietista".

Il titolo di studio, in applicazione delle specifiche leggi italiane, costituisce una "abilitazione per l'esercizio dell'attività professionale" delle rispettive professioni dei servizi alla persona e alle comunità.
La specializzazione di economo-dietista costituisce una specifica abilitazione per l'esercizio della professione di tecnologo dei servizi di alimentazione delle collettività, la normativa professionale la riconosce quale titolo professionale per l'esercizio della professione di dietista (in seguito a un tirocinio semestrale in dietologia presso un servizio sanitario).
La specializzazione di dirigente di comunità, costituisce una specifica abilitazione per l'esercizio della professione di dirigente, educatore e tecnologo esperto dei servizi assistenziali socio-sanitari e educativi, inoltre la normativa professionale la riconosce quale "titolo di preferenza" nei concorsi pubblici per l'accesso alla carriera di educatore d'infanzia degli asili nido e degli altri servizi di assistenza all'infanzia.
La specializzazione generale costituisce una specifica abilitazione per l'esercizio della professione di tecnologo dei consumi alimentari e dei servizi di ospitalità, con riferimento all’organizzazione e alla gestione dei servizi di economia dimestica aziendale della ristorazione collettiva e dell’igiene di comunità (dalla preparazione, distribuzione e consumazione dei pasti alla pulizia, disinfezione e santificazione degli ambienti e dei tessili).
Il diploma in attività sociali, conseguito in una delle tre specializzazioni: generale, dirigente di comunità e economo-dietista, consente l'accesso alla formazione universitaria didattico-pedagogica e al concorso pubblico rispettivamente finalizzati al conseguimento dell'abilitazione e dell'idoneità all'esercizio alla professione docente, ai fini dell'insegnamento dei servizi socio-sanitari, dell'economia domestica collettiva o di comunità e di tecnologie tessili.
Infine, la legislazione igienico-alimentare italiana, in accordo a quella europea, attribuisce ai professionisti in attività sociali l'"abilitazione per l'esercizio dell'attività professionale per il commercio, la preparazione e la somministrazione degli alimenti".
A partire dal 2015 tali specializzazioni non saranno più formate dagli istituti tecnici per attività sociali, collocati ad esaurimento nel 2010, fermo restando il valore legale dei diplomi in attività sociali di abilitazione all'esercizio dell'attività professionale di dirigente di comunità e economo-dietista, la formazione dei profili professionali del settore sociale, sanitario e educativo passerà per lo più all'alta formazione tecnica e professionale e all'università.